# Andriasa
Andriasa is een geslacht van vlinders uit de onderfamilie Smerinthinae van de familie pijlstaarten (Sphingidae).

## Soorten
- Andriasa contraria Walker, 1856[1]
- Andriasa mitchelli Hayes, 1973